# Dalia (ryba)
Dalia, czarna ryba (Dallia pectoralis) – gatunek słodkowodnej ryby z rodziny muławkowatych (Umbridae).

## Występowanie
Żyje masowo w niewielkich rzekach, jeziorach i bagnach tundry na Alasce i Syberii. Przez prawie 7 miesięcy w roku przebywa w stanie hibernacji zamarznięta w lodzie lub zagrzebana w mule.

## Charakterystyka
Jest to ciemno ubarwiona ryba o długości ok. 20 cm. Na płetwach i po bokach ciała wiele czarnych plam. Ikrę składa w czerwcu i lipcu.

## Znaczenie gospodarcze
Ma niewielkie, lokalne znaczenie gospodarcze.